# Liste der Kulturdenkmäler in Johannesberg (Fulda)
Die folgende Liste enthält die in der Denkmaltopographie ausgewiesenen Kulturdenkmäler auf dem Gebiet des Ortsteils Johannesberg der  Stadt Fulda, Landkreis Fulda, Hessen.
Hinweis: Die Reihenfolge der Denkmäler in dieser Liste orientiert sich an der Anschrift, alternativ ist sie auch nach der Bezeichnung oder der Bauzeit sortierbar.
Kulturdenkmäler werden fortlaufend im Denkmalverzeichnis des Landes Hessen durch das Landesamt für Denkmalpflege Hessen auf Basis des Hessischen Denkmalschutzgesetzes (HDSchG) geführt. Die Schutzwürdigkeit eines Kulturdenkmals hängt nicht von der Eintragung in das Denkmalverzeichnis des Landes Hessen oder der Veröffentlichung in der Denkmaltopographie ab.

## Johannesberg
| Bild                      | Bezeichnung                     | Lage                                                    | Beschreibung | Bauzeit         | Objekt-Nr. |
| ------------------------- | ------------------------------- | ------------------------------------------------------- | --- | --------------- | ---------- |
| Gesamtanlage Johannesberg | Gesamtanlage Johannesberg       | Lage                                                    | |                 |            |
| Bild gesucht BW           | Gedenkstein Kaisereiche         | Alte Heerstraße LageFlur: 5, Flurstück: 22/4            | | 1913            |            |
| Bild gesucht BW           | Fachwerkwohnhaus                | Hirtenweg 1/3 LageFlur: 6, Flurstück: 110/26, 141/28    | | 1798            |            |
| Bild gesucht BW           | Fachwerkwohnhaus                | Hirtenweg 2 LageFlur: 6, Flurstück: 114/34              | | 1821            |            |
| Bild gesucht BW           | Wegekreuz                       | Im Pröbel LageFlur: 2, Flurstück: 14/5                  | | 18. Jahrhundert |            |
| Bild gesucht BW           | Landstraße                      | Johannesberger Straße LageFlur: 4, Flurstück: 18/2      | |                 |            |
| weitere Bilder            | Ehemalige Probstei Johannesberg | Johannesberger Straße 2-6 LageFlur: 6, Flurstück: viele | |                 |            |
| Bild gesucht BW           | Johannes-Standbild              | Johannesberger Straße LageFlur: 2, Flurstück: 12/7      | Heiligenstandbild des Evangelisten Johannes, Vierte Station des vom Probst Konrad von Mengersen gestifteten Flurwallfahrtswegs |                 |            |